# Latin Fresh
Roberto de los Ríos Reyes (15 de marzo de 1975) conocido musicalmente como Latin Fresh, es un cantante panameño y artista de Reguetón.

## Primeros años de vida
En 1993 viajó a la ciudad de Guayaquil, Ecuador para continuar sus estudios pero terminó trabajando sus ideas musicales. Allí participó en dos concursos para aficionados al rap, los cuales ganó y le facilitaron la grabación y participación en un primer disco (hasta este momento solo había grabado para mix tapes).
Anotó éxitos nacionales en 1995, y recorrió el centro y sur de América en 1997.

## Vida artística
Realizó un contrato de grabar tres discos para Sony Music, luego de firmar con Machete Music, una filial de Universal Music Group, con quien dio a conocer Plan Calle en 2006, un intento de entrar en el mercado de los EE. UU.
En 1995 temas como: “Tranquilo” y “Ella se Arrebata”, se convierten en grandes éxitos en Panamá y Sony Music Centroamérica lo contrata para lanzarlo a nivel de la región.
En 1997, ya con Sony Music y con un disco de oro por sus ventas, realiza una extensa gira por los países Centroamericanos y de Sur América, resultando esta ser multitudinaria, más de 1,000,000 personas en El Salvador, Nicaragua, Honduras, Guatemala, Costa Rica, Colombia, Ecuador, Estados Unidos, Puerto Rico y Panamá asistieron a sus shows.
Ha emprendido proyectos que impulsan a nuevos valores afines a su música, “La Unión: Rap, Reggae & Flow (1997)”, El Wakaattack Vol. 1 (2002), Warning Vol. 1 (2010) son muestras de sus cualidades como productor y desarrollador de proyectos.
En 1999 con “El Panameño” se cumple el contrato con Sony de 3 discos, y Latin queda como agente libre.
Iniciando el año 2001, ahora con Fonovisa, se traslada con “Los Dementes” a USA para “La Conquista”.
En el 2002, con “Latin Fresh”, incrementa su popularidad en U.S.A.
“La Cuarta Carta” (2004) grabado en Miami, Puerto Rico y Panamá y con la colaboración de artistas como El Roockie, Kafu Banton y Yaga y Mackie y los mejores productores del género, Latin Fresh se consolida como todo un prócer en el movimiento reggae-rap en español.
En el 2006 bajo el especializado sello Machete Music, nos trae: “Plan Calle”, lanzado desde EU por primera vez en su carrera. Como de costumbre este CD supera a los anteriores en calidad, contenido y proyección.
El 2010 y 2011 trajo con Latin los mix tapes “Maravilla Lirica” Vol. 1 y 2 respectivamente y con ellos mucho rap, hip hop y reggae, y la reactivación del mercado underground gobernado por el Fresh.
Ahora este 2012 nos trae el mejor trabajo del artista, “Urban City” con su disquera independiente Posso Music, aquí encontramos joyas como “Zoom”, “Emono”, “Vueltita” y “Suena El Beat Rmx”, entre otros. Con este álbum Latin experimenta un inusual repunte en su carrera considerando su longevidad, recuperando los primeros lugares de popularidad en mercados ya consolidados y conquistando nuevos mercados como Chile, Argentina, Paraguay, Perú, México, Ecuador y España, convirtiéndose en uno de los más exitosos, populares y cotizados artistas del género urbano en Latinoamérica.
Su música ha sido utilizada como banda sonora de documentales y películas, entre ellas One Dollar: El Precio de la Vida, El Viento y el Agua, y La Vida de Durán. De igual forma su música ha servido para importantes campañas publicitarias a nivel nacional e internacional.
Ha compartido tarima con artistas de la talla de 50 Cent, Gilberto Santa Rosa, El Gran Combo, Fat Joe, Elvis Crespo, Salserin, Benee Man, Los Pericos, Tito Nieves, Ret Rat, Proyecto Uno, Oro Sólido, Daddy Yankee, Fulanito, Cuentos de la Cripta y Flex, entre otros.

## Discografía
Álbumes de estudio
- 1996: Tranquilo...
- 1999: El Panameño
- 2006: Plan Calle

Mixtapes
- 2004: Cuarta Carta
- 2009: Maravilla Lirica
- 2010: Maravilla Lirica 2
- 2012: Urban City
- 2015: Urban City 2

## Sencillos
- Tranquilo
- Ella Se Arrabata (Bata Bata)
- Emono
- Zoom
- Vueltita
- Al Amor No Se Le Debe Mentir (Feat Buxxi)
- Señor
- Dancehall Horray
- Sacudelo
- Malcriao
- Voy A Toa
- 24/7
- Que Pecado